# 松江北站
松江北站曾是沪昆铁路上的一个车站，位于中國上海市松江区老城最南端。本站曾办理客货运业务，每天有30多对普通列车经停，主要发往中国西南地区，亦有少量发往华北地区的列车停靠，日平均发送旅客1200-1500人，主要服务松江地区以及金山、青浦等区域；货运业务包括办理整车货物发到业务，不办理集装箱、危险货物运输业务，服务在松江区及青浦、奉贤、金山等周边区域内承担军事、工业、农业等物资运输任务。
该站原名松江站，于2024年5月22日更名为松江北站。本站于2024年12月10日停运，随后该段沪昆线于13日拔接至经过上海松江站的新线，本站及临近区间废止，客运业务转至上海松江站，货运业务转至异地重建的新石湖荡站。

## 历史
车站于于1909年随沪杭铁路建成啟用，当时又被称为松江西站。原站房由于建成后不久便发生地基下沉因此不久后便拆除重建。1937年8月车站遭到侵华日军轰炸，其中8月9日一列由上海西站（长宁站）开往杭州的一列难民列车在松江站停靠时遭到轰炸，造成300余人死亡，400余人重伤，其中大多是妇女和儿童。
1941年华中铁道重建车站，站房为尖顶红砖建筑，形似一座教堂。1990年前，松江站的客流主要来源自松江县城和周边青浦、金山，主要是探亲的、进上海市区办事的居民。车站客流到发量曾经是上海郊区车站中名列第一，曾经创造过日发送旅客超过万人的记录。1990年之后，随着公路交通的发展和松江人口结构的变化，车站客流开始以外来打工人员为主。
1997年松江站开始了重建工程，包括站房与站场的重建及扩建。1997年1月17日中间站台完工启用，5月12日新建地道投用，而改造后的1站台则于当年6月19日投用。1998年3月松江站新货场开工；松江站老站房于1999年10月26日被拆除，原址重建新站房，于2000年9月20日投入使用。
2024年4月14日，本站停办货运业务；5月22日，更名为松江北站；12月10日，停办客运业务。临近区间及车站于12月13日废止。

## 車站结构

### 站房
松江北站目前的站房建于2000年，长141米、宽18米、高12.4米，面积2512平方米。车站站房由松江区建筑设计院设计，为黄色外立面的两层主体建筑，搭配白色花纹立柱。站房自东向西分别为售票处、候车室、行包房等设施，面积分别为158平方米、530平方米、238平方米。

### 站场
松江北站为两台六线车站。其中设有一座侧式站台和一座岛式站台，均为低站台。由于站台装饰较为古朴，富有年代感，吸引了很多剧组来此地取景：贾樟柯导演的《站台》即在松江站取景；除此之外，每年都有2-3个剧组来到车站站台取景。
在松江北站站台的东南侧设有车站货场，面积200亩，货运设备有装卸线4股、货物仓库2座、装卸门吊2台、轮式装载机1台及铲车2台，负责办理车站的货运业务。
| 侧式站台 |                                                |
| 1站台    | 沪昆铁路 往上海方向（下一站：新桥站）          |
| 通过线   | 沪昆铁路上行列车通过线                         |
| 2站台    | 沪昆铁路下行列车往昆明方向（下一站：石湖荡站） |
| 侧式站台 |                                                |
| 3站台    | 沪昆铁路 往昆明方向（下一站：石湖荡站）        |
| 侧线     | 沪昆铁路                                       |
| 花坛     |                                                |
| 侧线     | 沪昆铁路                                       |
| 侧线     | 沪昆铁路                                       |

## 事件
- 1960年1月12日，2458次货物列车本务在站内调车时，由于扳道工操作失误挤坏正线2号道岔并错误向司机显示手势信号，导致本务司机将列车后退压坏道岔并造成2节货车脱轨，中断行车2小时55分[16]:591。

## 交通

### 地铁
- 上海轨道交通9号线醉白池站

### 公交
车站北侧设有一个名为“松江火车站”的公交站场，该公交站的名称在火车站更名至关停的一段时间里都曾未更改。2025年7月1日起，该公交站更名为“人民南路公交汽车站”。